# Joniec (gmina)
Pour les articles homonymes, voir Joniec.
Joniec est une gmina rurale (gmina wiejska) de la powiat de Płońsk, dans la Voïvodie de Mazovie, dans le centre-est de la Pologne.
Son siège administratif (chef-lieu) est le village de Joniec qui se situe environ 14 kilomètres à l'est de Płońsk (capitale de la powiat) et 50 kilomètres au sud-est de Varsovie (capitale de la Pologne).
La gmina couvre une superficie de 72,64 km2 pour une population de 2 613 habitants en 2006.

## Histoire
De 1975 à 1998, la gmina est attachée administrativement à la voïvodie de Ciechanów.

Depuis 1999, elle fait partie de la voïvodie de Mazovie.

## Géographie
La gmina inclut les villages et localités de :

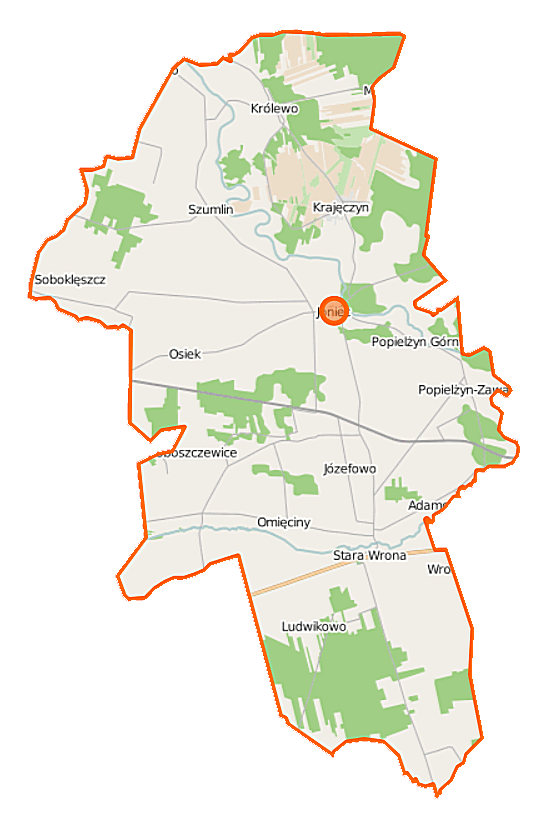
Plan de la gmina

- Adamowo
- Joniec
- Joniec-Kolonia
- Józefowo
- Krajęczyn
- Królewo
- Ludwikowo
- Nowa Wrona
- Omięciny
- Osiek
- Popielżyn Górny
- Popielżyn-Zawady
- Proboszczewice
- Sobieski
- Soboklęszcz
- Stara Wrona
- Szumlin

### Gminy voisines
La gmina de Joniec est voisine des gminy suivantes :
- Nasielsk
- Nowe Miasto
- Płońsk
- Sochocin
- Zakroczym
- Załuski

## Structure du terrain
D'après les données de 2002, la superficie de la commune de Joniec est de 72,64 km2, répartis comme tel :
- terres agricoles : 74%
- forêts : 19%

La commune représente 5,25% de la superficie du powiat.

## Démographie
Données du 30 juin 2004 :
| Description        | Total  | Total | Femmes | Femmes | Hommes | Hommes |
| ------------------ | ------ | ----- | ------ | ------ | ------ | ------ |
| Unité              | Nombre | %     | Nombre | %      | Nombre | %      |
| Population         | 2 620  | 100   | 1 341  | 51,2   | 1 279  | 48,8   |
| Densité (hab./km²) | 36,1   | 36,1  | 18,5   | 18,5   | 17,6   | 17,6   |